# Протон-протонний ланцюжок

Схема реакції pp І — основного джерела енергії Сонця

Прото́н-прото́нний ланцюжок (також протон-протонний цикл або водневий цикл) — низка термоядерних реакцій перетворення водню на гелій, основне джерело енергії Сонця.
Ланцюжок починається з того, що два протони зливаються, утворюючи дейтрон. Швидкість цієї реакції є дуже низькою через необхідність подолання високого енергетичного бар'єру, що виникає через електростатичне відштовхування протонів, а також через малу інтенсивність слабкої взаємодії, яка необхідна для перетворення одного з протонів на нейтрон. Далі дейтрон швидко захоплює протон і перетворюється на гелій-3. Нарешті, гелій-3 має кілька шляхів перетворення на гелій-4, і відповідні реакції pp І, pp II, pp III та pp IV. Загальне виділення енергії в протон-протонному ланцюжку становить 26,73 МеВ, але частка цієї енергії уноситься нейтрино, які вільно уходять з ядра зорі.
Протон-протонний ланцюжок є основним джерелом енергії зір головної послідовності з масами від 0,08 до 1,3 M☉. В масивніших зорях переважає вуглецево-азотний цикл, — інший спосіб перетворення водню на гелій. Об'єкти з масою менше 0,08 M☉ нездатні запалити протон-протонний ланцюжок і вважаються не зорями, а коричневими карликами. В Сонці близько 99 % енергії виділяється в протон-протонному ланцюжку, а 1 % — у вуглецево-азотному циклі.

## Історія дослідження
Теорію про те, що перетворення водню на гелій є основним джерелом енергії Сонця та інших зір, висунув Артур Еддінгтон у 1920-х роках. У той час температура Сонця вважалася занадто низькою, щоб подолати кулонівський бар'єр. Після розвитку квантової механіки було виявлено, що тунелювання протонів через бар'єр дає змогу злиття при нижчій температурі, ніж класичне передбачення.
У 1939 році Ганс Бете спробував розрахувати швидкість різних реакцій у зорях. Почавши з двох протонів, які об'єдналися в ядро дейтерію та позитрон, він знайшов те, що ми зараз називаємо гілкою II протон-протонного ланцюга. Але він не врахував важливу реакцію злиття двох 3
He (гілка I). За цей результат та за інші його роботи з зоряного нуклеосинтезу Бете отримав Нобелівську премію з фізики 1967 року.

## Ядерні реакції

### Утворення дейтерію

Різні гілки протон-протонного ланцюжка

Протон-протонний ланцюжок починається зі злиття двох протонів у дейтрон. Коли протони зливаються, один із них піддається бета-розпаду, перетворюючись на нейтрон, випромінюючи позитрон і електронне нейтрино:
p + p → d + e+ + νe
Позитрон анігілює з електроном із навколишнього середовища у два гамма-кванти:
e+ + e → 2γ
Включаючи цю анігіляцію, сумарну реакцію можна записати так:
p + p + e → d + νe + 1,442 МеВ
У цій реакції вивільняється енергія 1,442 МеВ, яка може бути по-різному розподілена між нейтрино (яке зазвичай одразу покидає зорю) та кінетичною енергією інших частинок (яка йде на нагрів зорі).
Саме ця реакція є найповільнішою в протон-протонному ланцюжку, і вона обмежує швидкість всього ланцюжка реакцій. Вона така повільна через те, що вона відбувається завдяки слабкій взаємодії. Середній протон у ядрі Сонця чекає 9 мільярдів років, перш ніж успішно зіллється з іншим протоном. Поперечний переріз цієї реакції поки що вдалося виміряти експериментально, оскільки він дуже малий, але він був розрахований теоретично.

#### pep-реакція
Дейтрон також може бути отриманий рідкісною реакцією електронного захоплення, яку називають pep (протон — електрон — протон):
p + p + e → d + νe + 1,442 МеВ
Хоч рівняння виглядає так само, як попереднє, попереднє було сумарним рівнянням двох окремих реакцій, а це буквально означає взаємодію трьох частинок в одній точці. Оскільки такі одночасні зіштовхування багатьох частинок малоймовірні, то на Сонці співвідношення частот pep-реакції та звичайної pp-реакції становить 1:400. Однак нейтрино, що вивільняються pep-реакцією, є набагато більш енергійними: у той час як нейтрино, що утворюються у pp-реакції, мають енергію до 0,42 МеВ, pep-реакція створює нейтрино з різкою енергетичною лінією 1,44 МеВ. Колаборація Borexino в 2012 році повідомила про виявлення сонячних нейтрино, утворених в цій реакції.
Реакцію pep і першу реакцію pp (без врахування анігіляції позитрона) можна розглядати як два різних фейнманівських представлення однієї основної діаграми, де електрон переходить в інший бік реакції як позитрон.

### Утворення гелію-3
Утворений у реакції дейтрон швидко зливається з іншим протоном, утворюючи стабільний легкий ізотоп гелію, 3He: d + p → 3He + γ + 5,493 МеВ.
Цей процес відбувається завдяки сильній взаємодії, тому він дуже швидкий порівняно з першим кроком. Підраховано, що в умовах ядра Сонця кожне новостворене ядро дейтерію перетворюється на гелій-3 в середньому за секунду.
На Сонці кожне ядро гелію-3, що утворюється в цих реакціях, існує приблизно 400 років, перш ніж перетворюється на гелій-4. Існують чотири можливі шляхи такого перетворення.

### Утворення гелію-4
Перетворення 3He на 4He може йти чотирма різними гілками, які називають pp І, pp II, pp III та pp IV. Оцінюється, що в протон-протонному ланцюжку на Сонці, ядро якого має температуру 15 млн К, гілка pp І виробляє 83,3 % 4He, pp II — 16,68 %, а pp III — 0,02 %. Однак при температурах понад 18 млн К на перше місце виходить pp II, а при температурах 25 млн К — pp III. Гілка pp IV є надзвичайно рідкісною і на Сонці має давати близько 2·10−7 4He. Теоретично можуть виникати інші, навіть більш рідкісні реакції, але їхній внесок у виробництво 4He і у світність зір є незначущими.

#### pp І
3He + 3He → 4He + 2p + 12,859 МеВ
Оскільки в цій гілці зливаються два ядра 3He, то для розрахунку загального енерговиділення перші дві реакції циклу треба порахувати двічі.
Повний ланцюжок виділяє енергію 26,732 МеВ, але в середньому 2,2 відсотка цієї енергії (0,59 МеВ) витрачається на утворення нейтрино. При температурах до 18 млн К домінує гілка pp І, однак нижче 10 млн К весь pp-ланцюжок протікає дуже повільно.

#### pp II
3He + 4He → 7Be + γ + 1,59 МеВ
7Be + e- → 7Li + νe + 0,86 МеВ
7Li + p → 24He + 17,35 МеВ

^{Гілка pp ІI}

Гілка pp II домінує при температурах 18-25 млн К.
У другій згори реакції енергія уноситься нейтрино. В 90 % в випадків 7Li утворюється в основному стані і нейтрино несуть енергію 0,861 МеВ, в решті 10 % — 7Li утворюється в метастабільному збудженому стані і нейтрино несе енергію 0,383 МеВ. Загальне енерговиділення при перетворенні 7
Be на 7
Li становить приблизно 0,862 МеВ, і у випадку розпаду в основний стан літію майже вся ця енергія уноситься нейтрино.

#### pp III
3He + 4He → 7Be + γ + 1,59 МеВ
7Be + p → 8B + γ + 0,137 МеВ
8B → 8Be + e+ + νe + 15,08 МеВ
8Be → 24He + 2,99 МеВ

^{Гілка pp ІII}

Гілка pp III є домінуючим, якщо температура перевищує 25 млн К. На Сонці гілка pp III не є важливим джерелом енергії. Однак вона відіграла значну роль у проблемі сонячних нейтрино, бо генерує нейтрино дуже високої енергії (до 14,06 МеВ).

#### pp IV
У цій реакції гелій-3 безпосередньо захоплює протон, утворюючи гелій-4, позитрон та нейтрино зі ще більшою можливою енергією (до 18,8 МеВ).
3He + p → 4He → 7Be + e+ + νe + 19,795 МеВ
Ця гілка передбачена теоретично, але її ніколи не спостерігали через її рідкість. За оцінками, на Сонці за цією гілкою відбувається тільки 2·10−7 реакцій.

## Виділення енергії

Енерговиділення ε в протон-протонному ланцюжку (PP), вуглецево-азотному циклі (CNO) та потрійній α-реакції при різних температурах T. Пунктир — сума PP і CNO. Сонце відмічено жовтим (15,5 млн К).

Порівняння маси кінцевого атома 4He з масами чотирьох атомів водню показує, що в енергію переходить 0,7 % початкової маси. Ця енергія розподіляється між кінетичною енергією утворених частинок, енергією гамма-квантів і нейтрино. Загальний енергетичний вихід одного протон-протонного ланцюжка становить 26,73 МеВ.
Висока кінетична енергія утворених частинок означає нагрівання ядра Сонця. Енергія гамма-квантів передається електронам, протонам або важчим ядрам та також нагріває речовину в центрі Сонця. Це нагрівання підтримує ядро Сонця гарячим і запобігає його стисканню під власною вагою. Нейтрино слабко взаємодіють з матерією і тому не нагрівають ядро Сонця. Вони виходять з ядра Сонця напряму, не додаючи енергії до оптичної світності Сонця. У ланцюжках pp I, pp II та pp III нейтрино забирають відповідно 2,0 %, 4,0 % і 28,3 % загального енерговиділення.
У таблиці показані частки виробництва 4He, частки втрат на нейтрино та відносний внесок у загальну сонячну світність. Таблиця стосується лише тих 99 % світності Сонця, які надходять від рр-ланцюжка, а не того 1 %, який надходить від вуглецево-азотного циклу.
| Гілка  | % виробництва 4He | % втрат на нейтрино | % загальної світності |
| ------ | ----------------- | ------------------- | --------------------- |
| pp І   | 83,3              | 2                   | 83,6                  |
| pp ІІ  | 16,68             | 4                   | 16,4                  |
| pp ІII | 0,02              | 28,3                | 0,015                 |
| Всього | 100               |                     | 100                   |